# 団扇問屋
団扇問屋（うちわどんや）とは江戸時代から明治時代にかけての江戸、東京における団扇、あるいは団扇に貼る団扇絵を仕入れ、販売を取り扱った問屋を指す。

## 団扇の歴史
寛永年間（1624年-1645年）に割竹（さきだけ）に白紙を貼った団扇が製造されたのが江戸における団扇の始まりで、彩色模様などもなく、形状は深草団扇と称するようなものであった。既に天和（1681年-1684年）以前には絵入りの団扇が販売されていたと思われ、貞享年間には墨摺絵（下絵という）の団扇あるいは紅絵団扇、漆絵団扇と名づけたものが製造されていた。当時の団扇は失われてしまい、詳細は不明であるが、当時、堀江町1丁目の伊勢屋勘右衛門が所蔵していた、天和4年（1684年）出版の『団扇絵尽し』という墨摺絵本には「此本世ニ稀有ノモノニシテ、画工ハ大和絵師菱川吉兵衛師宣、板本ハ大伝馬町三丁目鱗形屋ト記スアリ、但、此板元ハ現今弘暦者中村小兵衛ノ先祖ナリト云フ」とある。師宣の物には既に十二度摺の彩色画もあったといわれ、元禄年間には鳥居清倍が歌舞伎狂言の姿や役者の似顔絵を描くことを始めており、正徳、寛保、寛延、宝暦のころまでは墨摺といわれたものがあった。

## 団扇産業の勃興と同業組合の結成
安永年間になると江戸には団扇商という者が10名おり、正徳年間にいたって初めて団扇商16名が組合を結成、堀江町一丁目、二丁目の両町に住み、夏には団扇を商い、秋から春にかけては菓物、芋などを販売していたという。同町に毎戸団扇商があることにより、この近辺が団扇河岸と呼ばれるようになった。享保6年（1721年）以降は新たに組合に加入する場合、その都度申し出る取極めとなった。寛政年間（1789年-1801年）にはさらに問屋仲間が3名増えて、寛政3年（1791年）2月23日に町年寄役所に紙多葉粉入屋の組合とともに申請、先だって書物問屋、絵双紙屋に出されたお触れと同様に、団扇絵、紙多葉粉入に対しても新しい板行物に異説や雑説、お上に無縁の噂事、男女の風俗に関して如何わしい物の板行には厳しく町奉行所から言い渡された。徳川家の御用商人であった伊場仙なども寛政4年（1792年）に開業、その他に開業の時代は不明であるが、伊勢惣、伊勢金、伊勢林など数多くの団扇問屋の店が堀江町一丁目で営業していた。

## 団扇絵と浮世絵
浮世絵師たちが盛んに団扇絵に筆を取るようになるのは天明以降であった。安永年間から天明、寛政、享和、文化と時代とともに団扇も自然と形が変遷をかさね、喜多川歌麿の美人画、歌川豊国の役者絵、文化2年（1805年）からは歌川国貞らの役者絵が大流行となって、この時初めて江戸団扇あるいは東団扇という名称が発生した。文化8年（1811年）の『式亭雑記』には「遠州屋」や「いせや孫四郎」という団扇問屋の名がみられる。文政4年（1821年）、町奉行所から団扇問屋仲間を取極め、組合を結成するよう口達を受け、以前からの問屋を古組、新たに加わった問屋を新組とした。この時の古組は16名、新組は4名であった。この古組と新組の中に年行事を一名おき、ようやく両組を定めた旨、町年寄役所に申請した。
天保12年（1841年）12月、諸問屋組合株式停止の町触れがあり、団扇問屋組合も解散となった。その後、嘉永4年（1851年）3月になって諸問屋再興の町触れがあり、その際、従前から堀江町に住み営業していた者10名を問屋とし、他へ居住営業した者12名を問屋仮組と定めた。同年再興時の団扇問屋20名の名が判明している。また、『中央区史』によれば、嘉永期の堀江町一丁目には団扇問屋が15軒あったといい、堀江町二丁目の小山屋は紀州蜜柑、小間紙、略暦をも扱っていた。

## 文人画の流行
安政元年（1854年）のペリー来航以降は団扇絵の絵柄にも文人画が多く使用されるようになり、渡辺崋山、酒井抱一の絵などが喜ばれ、形状も扁平な物より、やや丸みをおびた九寸窓団扇になって須原屋や榛原屋などから盛んに売り出されるようになった。

## 明治、出版条例による規制
明治8年（1875年）9月には出版条例が公布されて、団扇問屋組合も解散となった。しかし、堀江町に従前から居住していた7名は申し合わせて引き続き会所を設けて規則を立てて営業を続けていた。